# Шіракаван
40°42′57″ пн. ш. 43°43′19″ сх. д. / 40.715707° пн. ш. 43.721908° сх. д.
Шіракаван (вірм. Շիրակավան, також відомий як Еразгаворс, вірм. Երազգավորս) — середньовічне вірменське місто, з IX століття було столицею царства вірменських Багратидів. До кінця XIX століття поселення перетворилося на невелике вірменське село Башсурегел (Bashsuregel, або Bach-Chouraguel). Знаходиться на території сучасної Туреччини. Можливо, частково затоплений водами Ахурянського водосховища.

## Ресурси Інтернету
- Церква в Шіракавані [Архівовано 26 травня 2011 у Wayback Machine.] (англ.)